# Brzeg
Brzeg là một thị trấn thuộc huyện Brzeski, tỉnh Opolskie ở nam Ba Lan. Thị trấn có diện tích 15 km². Đến ngày 1 tháng 1 năm 2011, dân số của thị trấn là 37346 người và mật độ 2556 người/km².